# Lizak grzybiarz
Lizak grzybiarz (Gyrophaena gentilis) – gatunek chrząszcza z rodziny kusakowatych i podrodziny rydzenic. Zamieszkuje Europę, Kaukaz i Syberię.

## Taksonomia
Gatunek ten opisany został po raz pierwszy w 1839 roku przez Wilhelma Ferdinanda Erichsona.

## Morfologia

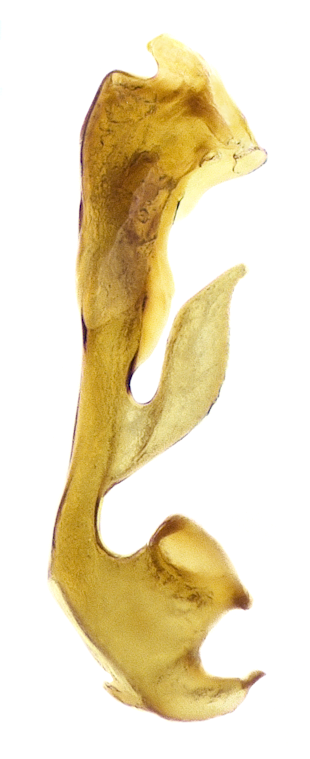
Genitalia samca

Chrząszcz o wydłużonym ciele długości od 2 do 2,4 mm. Głowa jest ciemnobrązowa do czarnej, 1,7 raza szersza niż dłuższa, zaopatrzona w wyłupiaste oczy. Barwa czułków jest rudożółta. Ich człony od szóstego do dziesiątego są wyraźnie szersze niż dłuższe. Przedplecze jest czerwonobrązowe do ciemnobrązowego, płaskie, o bardzo wyraźnie, siateczkowato szagrynowanej powierzchni. Zarys przedplecza ma boki bardzo słabo zaokrąglone, najszerszy jest zwykle przed środkiem długości i stamtąd niemal prosto ku zaokrąglonym kątom tylnym zwężony. Pokrywy są pomarańczowe z ciemnobrązowymi do czarnych tylnymi kątami zewnętrznymi lub całą tylną połową. Wewnętrzna połowa pokrywy jest gęsto i często nierównomiernie punktowana, a zewnętrzna ziarenkowana do pomarszczonej. Długość pokryw jest znacznie większa niż przedplecza. Kolor odnóży jest żółty do pomarańczowego. Odwłok ma ubarwienie pomarańczowe z czwartym tergitem, a zwykle też przednią połową tergitu następnego ciemnobrązową do czarnej. U samca tylny brzeg tergitu szóstego ma dwa małe ząbki lub ciernie pośrodku i dwa dłuższe, zakrzywione zęby po bokach.

## Ekologia i występowanie

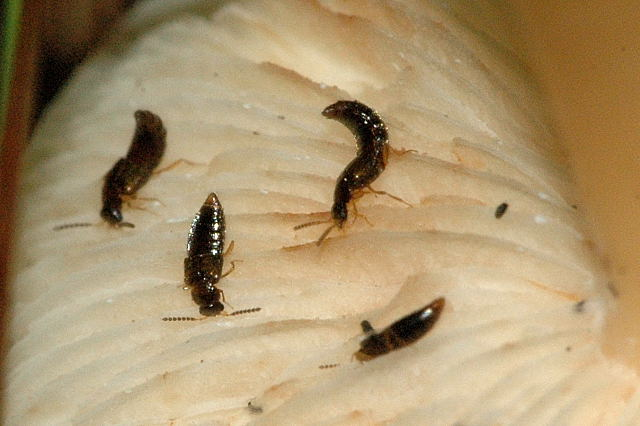
Owady dorosłe na grzybie

Owad rozmieszczony od nizin po tereny podgórskie, a w góry wkraczający dolinami rzecznymi. Zasiedla dno lasu. Bytuje w owocnikach różnych grzybów; często znajdowany w pieniążnicach szerokoblaszkowych.
Gatunek palearktyczny. W Europie znany jest z Hiszpanii, Irlandii, Wielkiej Brytanii, Francji, Belgii, Holandii, Luksemburga, Niemiec, Szwajcarii, Austrii, Włoch, Danii, Szwecji, Norwegii, Finlandii, Estonii, Łotwy, Litwy, Polski, Czech, Słowacji, Węgier, Rumunii, Bułgarii, Bośni i Hercegowiny, Serbii i europejskiej części Rosji. W Azji podawany jest z syberyjskiej części Rosji i z Gruzji.